# Annuitet
Annuitet er en fællesbetegnelse for lån og opsparingsformer, der arbejder med en fast størrelse af betalinger henholdsvis af ydelser (summen af afdrag og renter) og til opsparing.
Ved annuitetslån betaler låntager et fast beløb (annuitetsydelsen eller blot annuiteten) på hver terminsdato. Beløbet dækker både renter og afdrag på gælden. I starten vil størstedelen af beløbet være renteomkostninger, men en stadigt større del af beløbet vil med tiden blive afdrag på gælden. Annuitetslån anvendes typisk ved huskøb.
Realkreditinstitutternes annuitetsobligationer modsvarer puljer af annuitetslån ydet gennem en vis periode. Selvom lånene er annuiteter, er obligationernes samlede betalingsrække, som modsvarer ydelser fra lånene, normalt ikke en annuitet, da lånene ikke alle er ydet på samme tidspunkt og derfor har udløb på forskellige tidspunkter.
Annuitetsopsparing er en opsparingsform, hvor der hver termin indsættes et beløb på en konto til en given rente. Opsparingen vil vokse hurtigere med tiden.

## Annuitetsformlen
Der er en simpel sammenhæng mellem størrelsen af en annuitets faste betalinger og nutidsværdien heraf. Med konventionen, at betalinger sker ved udgangen af en termin, findes nutidsværdien PV ved:
{\displaystyle PV\,=\,y\cdot {\frac {1-\left(1+r\right)^{-n}}{r}}}
hvor {\displaystyle y} er annuitetens faste betaling, {\displaystyle r} er den faste terminsrente diskonteringsrente og {\displaystyle n} antallet af terminer.
I praksis, fx ved realkreditlån, justeres beregningen for en første og sidste periode, der ikke er en hel termin, kaldet en skæv termin. Skæve terminer anvendes, når det ønskes, at terminsdatoerne kan lægges på bestemte kalenderdage, fx den første i hvert kvartal, selvom lån eller indlån etableres på en dato, der ikke selv er en sådan dato. Den første, skæve termin løber da fra etableringen til den første terminsdato.

## Beregning
I Microsoft Excel, OpenOffice.org Calc og en række tilsvarende programmer findes den viste formel for beregning af nutidsværdien af en annuitet som funktionen PV, mens beregning af annuitetsydelsen kan ske ved funktionen PMT.